# Třída (matematika)
Třída (někdy také přesněji množinová třída) je matematický pojem z oboru teorie množin podobný pojmu množina, ovšem s širším významem.
Třídou je každý soubor matematických objektů, u kterého je definováno, které objekty do něho patří a které ne. Proto například souhrn všech množin je třídou, i když z Russellova paradoxu plyne, že nemůže být množinou.
Pojem byl zaveden, když se ukázalo, že některé jasně definované soubory nemohou být množinami. Každá množina je třídou; třída, která není množinou, se nazývá vlastní třída, např. třída všech grup nebo třída všech jednoprvkových množin.

## Postavení tříd v teorii množin
Pohled na pojem třídy se výrazně liší podle toho, v jakém systému teorie množin je používán.
V původní naivní teorii množin tento pojem splývá s pojmem množina, který je zde definován jako „dobře popsaný soubor objektů“. Po objevení zásadních nesrovnalostí v takto pojaté teorii množin (označovaných jako paradoxy – vizte například Russellův paradox, Cantorův paradox) byla teorie množin postavena na axiomatické základy.
To mimo jiné znamenalo, že objekty z výše uvedené definice byly omezeny na množiny – jediné, co může ve světě teorie množin někam náležet (ve smyslu „být prvkem“), je množina. Svět teorie množin se tak rozdělil na dva typy objektů – ty, které někam náležejí (množiny), a ty, do kterých něco náleží (třídy).
Přístup k zavedení tříd se liší podle použité axiomatické soustavy:
- V nejpoužívanější Zermelově-Fraenkelově teorii množin (označované obvykle ZF) jsou třídy zaváděny mimo vlastní jazyk teorie množin – jako metajazykový pojem, který je používán pro rozdělení množin na ty, které splňují, a které nesplňují nějakou formuli, kterou lze o množinách vyslovit. Pomocí každé formule {\displaystyle \phi } lze tedy všechny množiny rozdělit na ty, které ji splňují (to je třída „spřažená“ s touto formulí, obvykle označovaná {\displaystyle \{x:\phi \}}), a ostatní: {\displaystyle \{x:\neg \phi \}}.
- Ve Von Neumannově-Bernaysově-Gödelově teorii množin (označované obvykle NBG) jsou již v její axiomatice rozlišeny dva typy objektů – množiny a třídy. Množiny jsou pak (podle axiomu definice množiny) ty třídy, které náležejí do jiné třídy: {\displaystyle Set(X)\Leftrightarrow (\exists Y)(X\in Y)}.

Ať již se při definici postupuje „zdola“ (od množin k třídám) jako v případě ZF nebo „shora“ (od tříd k množinám) jako v případě NBG, v obou případech lze o vztahu tříd a množin vyslovovat stejná tvrzení – následující odstavec tedy je platný jak v ZF, tak NBG.

## Vztah mezi třídami a množinami
Každá množina {\displaystyle x} je zároveň třída (nebo přesněji – lze ji ztotožnit s právě jednou třídou danou předpisem {\displaystyle x=\{y:y\in x\}}). Naopak to ale neplatí. V axiomatických soustavách teorie množin se z původních paradoxů naivní teorie množin staly vlastně důkazy, že nějaká konkrétní třída není množinou – taková třída se nazývá vlastní. Například Cantorův paradox převeden do řeči moderní teorie množin říká, že „univerzální třída {\displaystyle \mathbb {V} =\{x:x=x\}} není množina, ale vlastní třída“.
Třídy se tedy dělí na „malé“ množiny a na „velké“ vlastní třídy. Přívlastky „malé“ a „velké“ je v tomto kontextu nutné brát s rezervou – mezi takto „malé“ množiny patří například nekonečná množina {\displaystyle \aleph _{\omega }} (viz funkce alef).

### Axiom vydělení
Důležitou roli ve vztahu množin a vlastních tříd hraje takzvaný axiom vydělení, který postuluje, že třída, která je obsažena v nějaké množině, je nutně také množinou. Tato vlastnost je pro třídy a množiny velmi podstatná, neboť implikuje, že všechny základní matematické objekty (čísla, relace, funkce, …) existují jako množiny (v nějaké formální teorii množin) a mají (v této teorii) vlastnosti, které od nich očekáváme. Díky tomu je možné považovat teorii množin za „nejvyšší teorii“, v níž je celá matematika již obsažena – za takzvaný „svět matematiky“.
Existují zobecnění teorie množin, ve kterých axiom vydělení neplatí, tj. existují vlastní třídy, které jsou částí nějaké množiny. Takovým zobecněním teorie množin je například teorie polomnožin, kterou zavedl český matematik Petr Vopěnka a spolu se svými kolegy a žáky (z nichž nejvýrazněji přispěl Petr Hájek) ji rozvinul do rozsáhlé teorie.